# Quai Saint-Antoine
Le quai Saint-Antoine est une voie en rive gauche de la Saône dans le 2e arrondissement de Lyon, en France.

## Situation géographique
Au nord côté amont, il poursuit le quai de la Pêcherie  et commence au coin sud-ouest de la place d'Albon, qui marque la limite avec le 1er arrondissement. Il se termine côté aval au sud à la passerelle du Palais-de-Justice, au coin de la rue de l'Ancienne-Préfecture, et précède le quai des Célestins,. Sa longueur est d'environ 375 mètres et il contient 37 numéros de maisons.

## Origine du nom
Le nom vient de l'hôpital fondé là en 1245 par les Antonins, ordre inspiré par saint Antoine le Grand (IIIe siècle). Les antonins avaient la spécialité de guérir du feu de Saint-Antoine ou mal des ardents (la maladie a aussi d'autres noms ; voir l’article correspondant). Saint Antoine étant le saint protecteur des porcs, les Antonins étaient les seuls à avoir le droit d'en laisser divaguer à Lyon,.

## Autres noms
L'endroit a été appelé quai de Villeroy, quai Chalamont, port Chalamont, port Saint-Antoine et port du Temple.

## Histoire
Sur les bords de Saône, côté Presqu'île de Lyon , le quai Villeroy est ouvert dans le premier quart du XVIIIe siècle. Il s’étend de la place d'Albon jusqu’à la place Port du Temple. Sa construction a entrainé la démolition de certaines habitations sur la rive, notamment au niveau de la rue Dubois, pour laisser place à un quai dégagé. Renommé quai Saint-Antoine en 1848, il se termine aujourd’hui au niveau de la rue de l’ancienne Préfecture. 
Avant-guerre, le quai Saint-Antoine était le port de la Société Générale de Dragages et était spécialisé dans le dépôt de sables de Saône ; mais plusieurs autres entreprises y déchargeaient aussi d'autres matériaux de construction. En 1928 le tonnage du quai a été d'environ 95 000 tonnes.
Le bas-port du quai fait l'objet d'une transformation d'envergure en promenade inondable dans le cadre du projet des Terrasses de la Presqu'île, commencé en 2023 et censé s'achever en 2024. La découverte de faiblesses à la base du mur de soutènement du quai, affouillé par la Saône, a mené le Grand Lyon à interrompre les travaux pour une durée indéterminée, le temps de renforcer le mur existant.

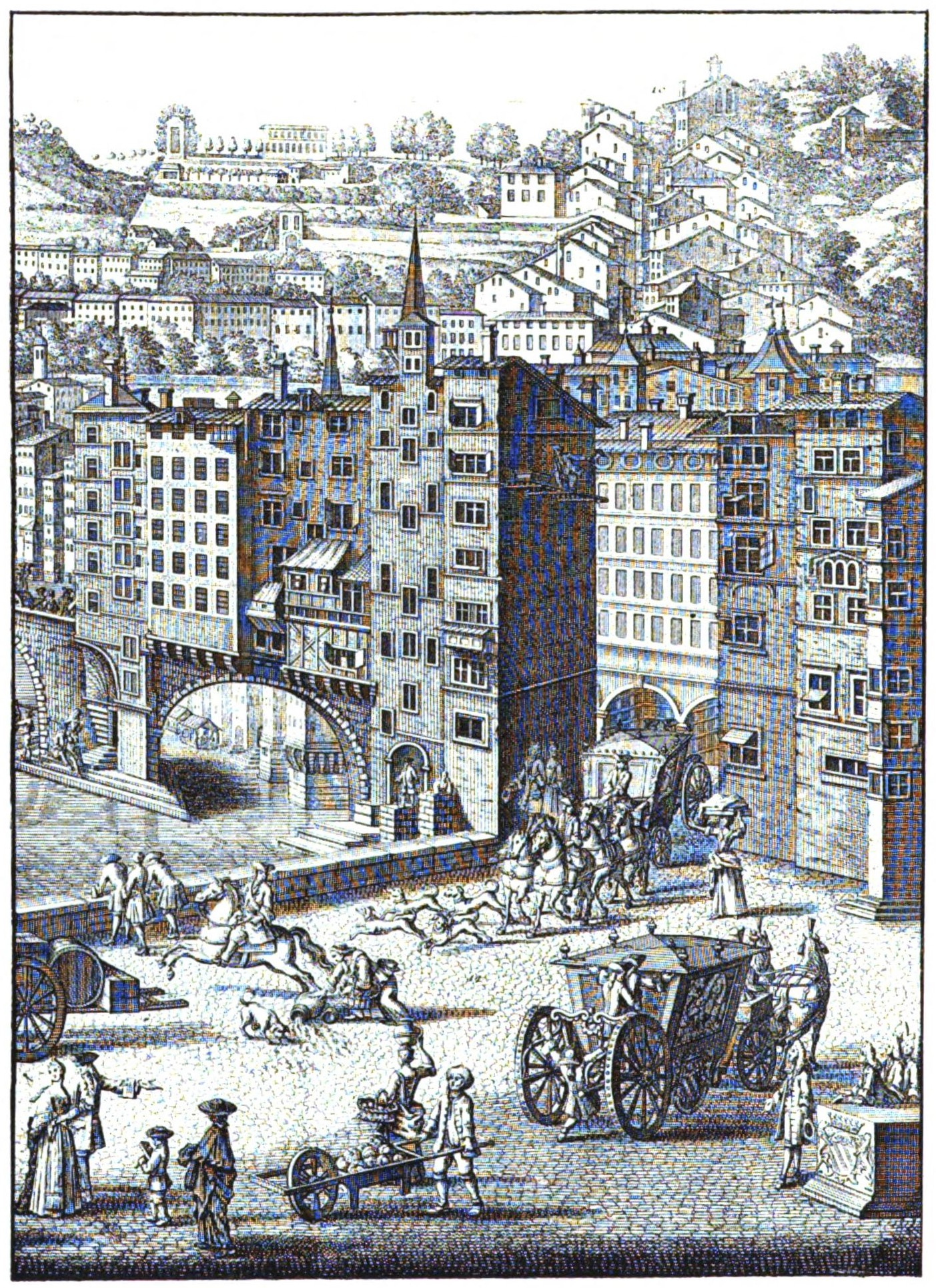
Le quai Villeroy (actuel quai Saint-Antoine à Lyon) lors de sa création au XVIIIe siècle
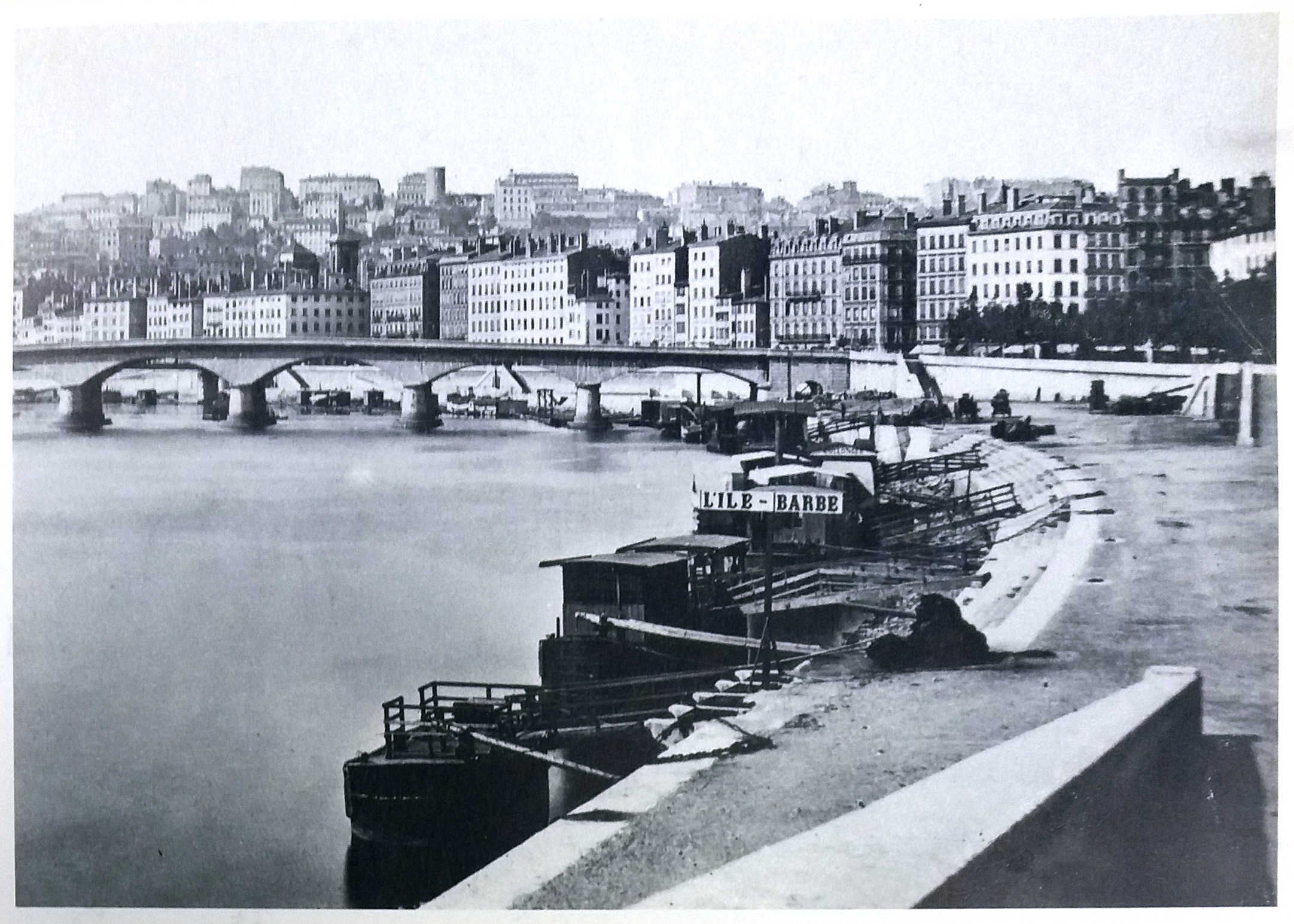
Pont du Change et quai Saint-Antoine

## Monuments et autres lieux
Chapelle des Antonins
La chapelle des Antonins se tenait au no 30 quai Saint-Antoine. Elle est entièrement transformée par l’architecte Flachéron. Il en reste une belle statue à l'angle du quai et de la rue Petit David.
Du Cercle musical au théâtre Guignol
Le « Cercle musical », fondé en 1840, s'installe d'abord au-dessus des halles de la Grenette puis déménage en 1943 au no 30 quai Saint-Antoine, sur l’emplacement de la chapelle des Antonins. Ce lieu devient en 1864 le « théâtre du Cercle de famille » pour un groupe de comédiens amateurs produisant comédies, drames et vaudevilles. Puis il devient le « théâtre du Gymnase », et enfin le « Théâtre de Guignol de Lyon ». Le théâtre du Guignol fonctionne là jusqu’en 1967. 

Au-dessus, se trouve une salle de concert dite « salle philharmonique », avec une meilleure acoustique que la salle en dessous. C'est là que se déroulent les concerts philharmoniques avant la création de la salle Rameau et de la salle Molière. Franz Liszt s'y produit pendant l’été 1844.
Le théâtre Guignol organise aussi des expositions. Le peintre Armand-Auguste Balouzet (1858-1905) y en a fait une en 1892.
Passages et traboules
Plusieurs existent entre le quai Saint-Antoine et la rue Mercière, mais certains sont fermés au public : 
- du no 20 quai Saint-Antoine au no 44 rue Mercière (fermé au public)
- du no 21 quai Saint-Antoine au no 46 rue Mercière (fermé au public)
- du no 22 quai Saint-Antoine au no 48-50 rue Mercière
- Le passage des imprimeurs : du no 26 quai Saint-Antoine au no 56 rue Mercière
- du no 27 quai Saint-Antoine au no 58 rue Mercière (fermé au public)

Divers
Entrée du parking souterrain « parc Saint-Antoine » au bout de la rue de l'Ancienne préfecture.

## Personnalités
- La première œuvre du peintre Jean-François Bellay (1790-1858) est la grande vue de Lyon, prise du quai Saint-Antoine, gravée d'après un dessin de Jean-Jacques de Boissieu et datée de 1812.
- L'imprimeur Léonard Boitel (1806-1855) a habité au no 36.
- Les parents du peintre Joseph Guichard (1806-1880) tiennent une boutique de papiers peints à l’enseigne des deux Chinois sur le quai Saint-Antoine, à l’angle de l’allée marchande.
- Le peintre et photographe Camille Dolard (1810-1884) a eu un atelier sur le quai Saint-Antoine.
- Pierre Neichthauser (1873-1953) : marié à une descendante de Laurent Mourguet, le créateur de Guignol, il a animé le théâtre du quai Saint-Antoine à Lyon de 1907 à 1953 ; son frère Ernest continua jusqu'en 1966 mais la salle fut victime d'un plan d'urbanisme. Il contribua à rendre le Guignol lyonnais célèbre au-delà de nos frontières. Il fut aussi maire de Brindas de 1929 à 1941[14].
- Le peintre Jules Ferdinand Médard (1855-1925) a son atelier quai Saint-Vincent. La femme peintre Marthe Élisabeth Barbaud-Koch a été son élève[15],[16].
- Le peintre Jean-Michel Grobon expose une Vue de Lyon prise du quai Saint-Antoine au Salon de Paris de 1806.